# Henry Fumba Moniba
Harry Fumba Moniba (* 22. Oktober 1937 in Lofa County; † 24. November 2004 in Michigan) war ein Politiker aus Liberia. Von 1986 bis 1990 war er unter der Präsidentschaft von Samuel Doe der Vizepräsident Liberias.

## Vizepräsidentschaft
Harry Moniba wurde unter Präsident Samuel Doe am 6. Januar 1986 der Vizepräsident Liberias. Doe gewann 1985 die erste Wahl, die ausgeführt wurde, nachdem er in dem Land 1980 durch einen Putsch an die Macht gekommen war, mit 51 % der Stimmen. Nachdem die Regierung 1990 abgesetzt wurde und der erste Liberianische Bürgerkrieg ausgebrochen war, floh Moniba aus Monrovia.

## Präsidentschaftswahl
Nachdem der Liberianische Bürgerkrieg endete und 1997 erstmals wieder gewählt wurde, ließ Moniba sich zur Wahl stellen und belegte letztlich aber lediglich einen siebten Platz. Wahlsieger wurde der RUF-Unterstützer Charles Taylor. Moniba plante bei der Präsidentschaftswahl 2005 anzutreten, starb aber zuvor am 24. November 2004 bei einem Autounfall in Michigan.